# جایگزین‌های قهوه

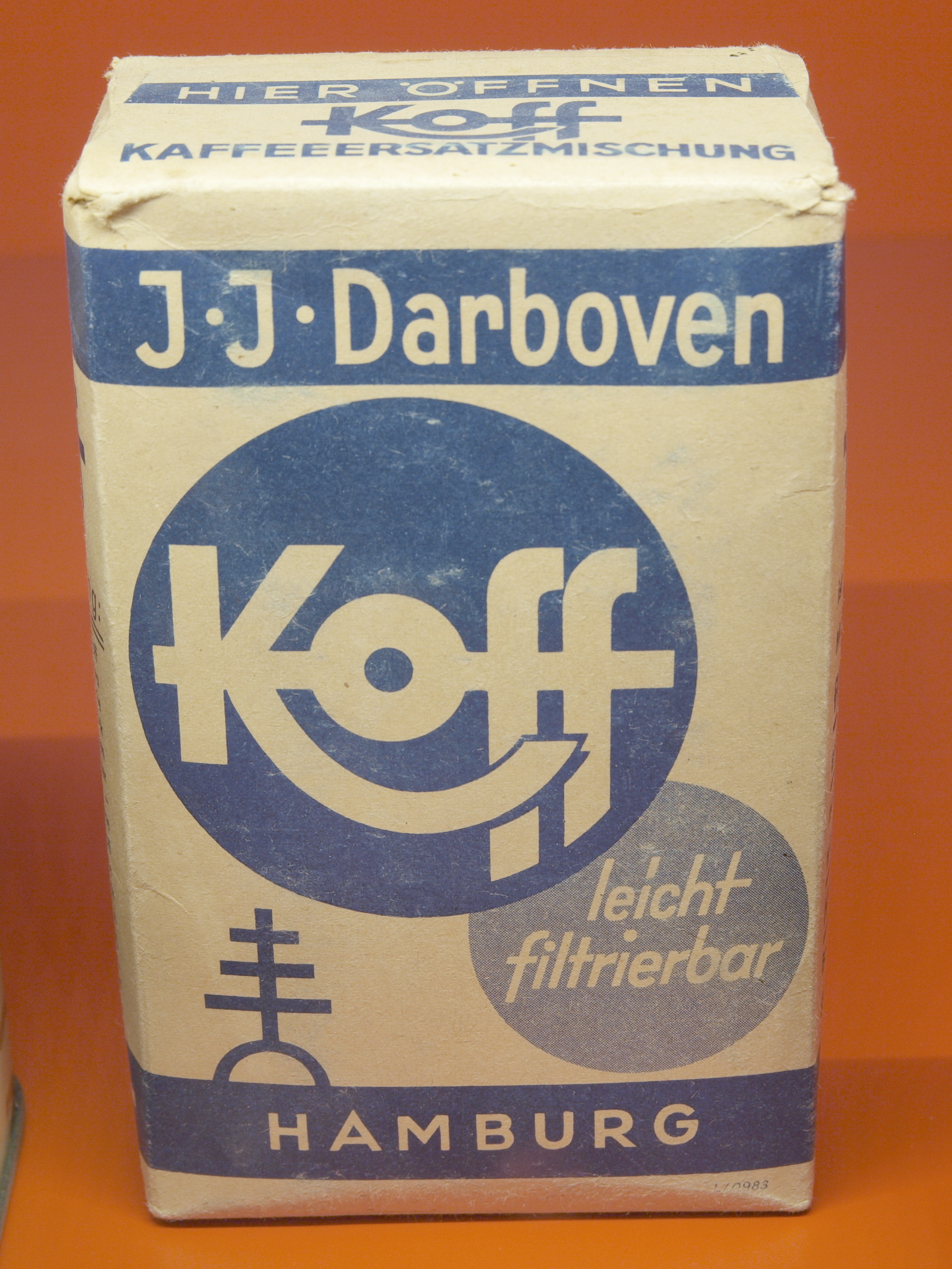
جایگزین قهوه آلمانی، کوف، اثر جی‌جی داربوون (اواسط قرن بیستم)

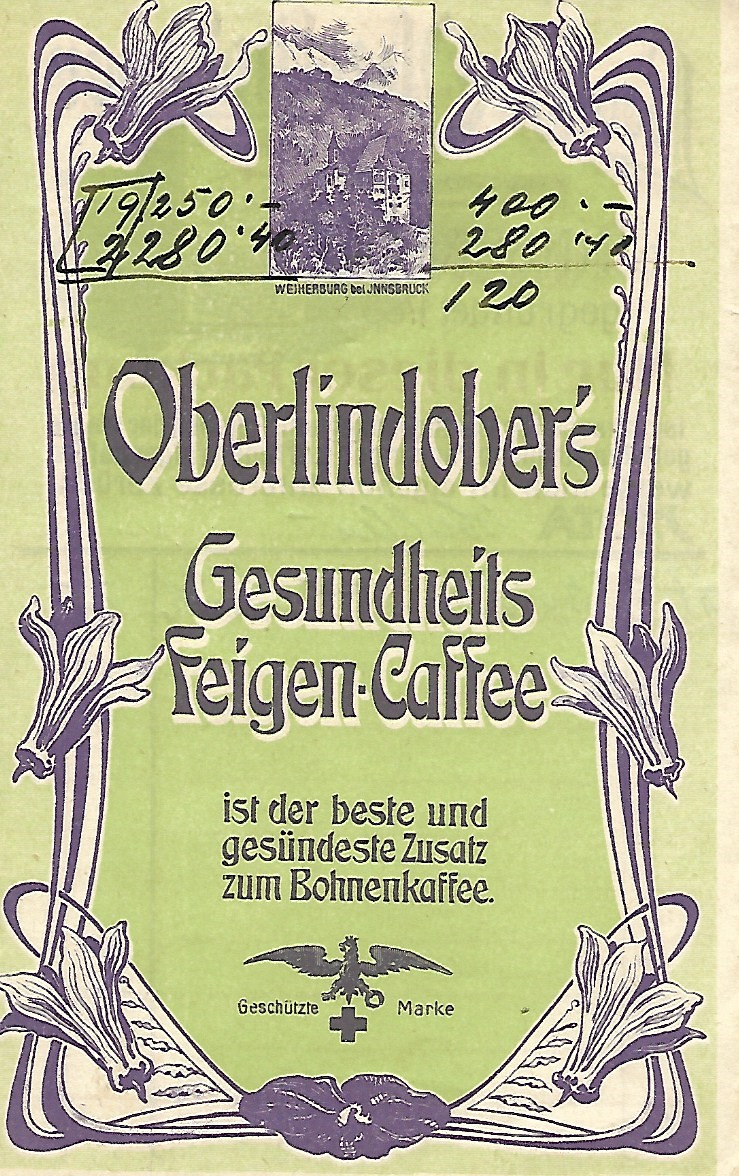
جایگزین قهوه آلمانی، Feigen-Caffee (اواخر قرن ۱۹)

جایگزین‌های قهوه، محصولاتی بدون قهوه و معمولاً بدون کافئین هستند. جایگزین‌های قهوه را می‌توان به دلایل پزشکی، اقتصادی و مذهبی یا صرفاً به این دلیل که قهوه به راحتی در دسترس نیست استفاده کرد. نوشیدنی‌های حاوی برخی از دانه‌های برشته‌شده، از جایگزین‌های معمول قهوه هستند.
در جنگ جهانی دوم، از بلوط برای تهیهٔ یک نوشیدنی مشابه قهوه استفاده می‌شد. در طول جنگ داخلی آمریکا نیز قهوه در ایالت‌های جنوبی آمریکا کمیاب بود و در این مناطق، از جایگزین‌هایی برای قهوه، استفاده می‌شد.
گاهی از جایگزین‌های قهوه در تهیه غذا و نوشیدنی برای کودکان، افرادی که معتقدند قهوه ناسالم است و افرادی که به دلایل مذهبی از کافئین اجتناب می‌کنند استفاده می‌شود. کلیسای عیسی مسیح قدیسان آخرالزمان (LDS) به اعضای خود توصیه می‌کند که از نوشیدن قهوه خودداری کنند، زیرا دکترین کلیسا، ممنوعیت «نوشیدنی‌های داغ» را به گونه‌ای تفسیر می‌کند که قهوه را در هر شکلی شامل شود. کلیسای ادونتیست‌های روز هفتم هم کافئین را ماده‌ای ناسالم می‌داند و به اعضای خود توصیه می‌کند که از تمام غذاها و نوشیدنی‌های حاوی کافئین، از جمله قهوه خودداری کنند.
برخی از آداب و رسوم آشپزی آسیایی شامل نوشیدنی‌هایی است که به‌جای دانه‌های قهوهٔ بو داده، از دیگر دانه‌های بو داده از جمله چای جو، چای ذرت، و چای برنج قهوه‌ای تهیه می‌شوند. این موارد، جایگزین قهوه نمی‌شوند، اما حس مشابهی را به عنوان یک نوشیدنی معطر داغ (در صورت تمایل شیرین‌شده) جایگزین می‌کنند.

## انواع
جایگزین‌های قهوه را می‌توان با برشته‌کاری یا جوشاندن انواع گیاهان و دانه‌های مختلف تهیه کرد.
برخی از مواد جایگزین مورد استفاده عبارت‌اند از: بادام، بلوط، مارچوبه، جو، مالت، راش، چغندر، هویج، ریشه کاسنی، ذرت، سویا، پنبه‌دانه، ریشه قاصدک، انجیر، دانه‌های گاربانزو بو داده، لوپین بو داده، ملاس، دانه بامیه، نخود، دانه خرمالو، پوست سیب زمینی، چاودار، هسته رازیانه‌بو، سیب‌زمینی شیرین، سبوس گندم و هستهٔ خرما

## پیشینه
در استان کبک، دانه‌های اقاقیای سیاه، در گذشته و پیش از این‌که آفت ساقه‌خوار، تعداد این درختان را کاهش دهند، به‌عنوان جایگزین قهوه استفاده می‌شد. یک نویسنده آلمانی در سال ۱۷۹۳ به جایگزینی قهوه با نخود برشته‌شده اشاره کرد.
نوشیدنی دم‌کرده از ریشه کاسنی برشته‌شده کافئین ندارد، اما تیره است و طعمی شبیه قهوه دارد و پیش از ورود قهوه به اروپا از آن به عنوان یک نوشیدنی دارویی استفاده می‌شد. استفاده از کاسنی به عنوان جایگزین قهوه در اوایل قرن نوزدهم در فرانسه به‌دلیل کمبود قهوه ناشی از محاصره قاره‌ای رایج شد. نوشیدنی کاسنی، در طول جنگ داخلی آمریکا در لوئیزیانا نیز مورد استفاده قرار گرفت و همچنان در نیواورلئان محبوب است. کاسنی مخلوط با قهوه در جنوب هند نیز رایج است و به قهوه فیلتر هندی معروف است.
"Postum" یک جایگزین برای قهوه فوری است که از سبوس گندم برشته‌شده، گندم و ملاس تهیه می‌شود. این نوشیدنی در طول جنگ جهانی دوم، زمانی که قهوه به شدت جیره‌بندی شد، به اوج محبوبیت خود در ایالات متحده رسید.

## مثال‌ها

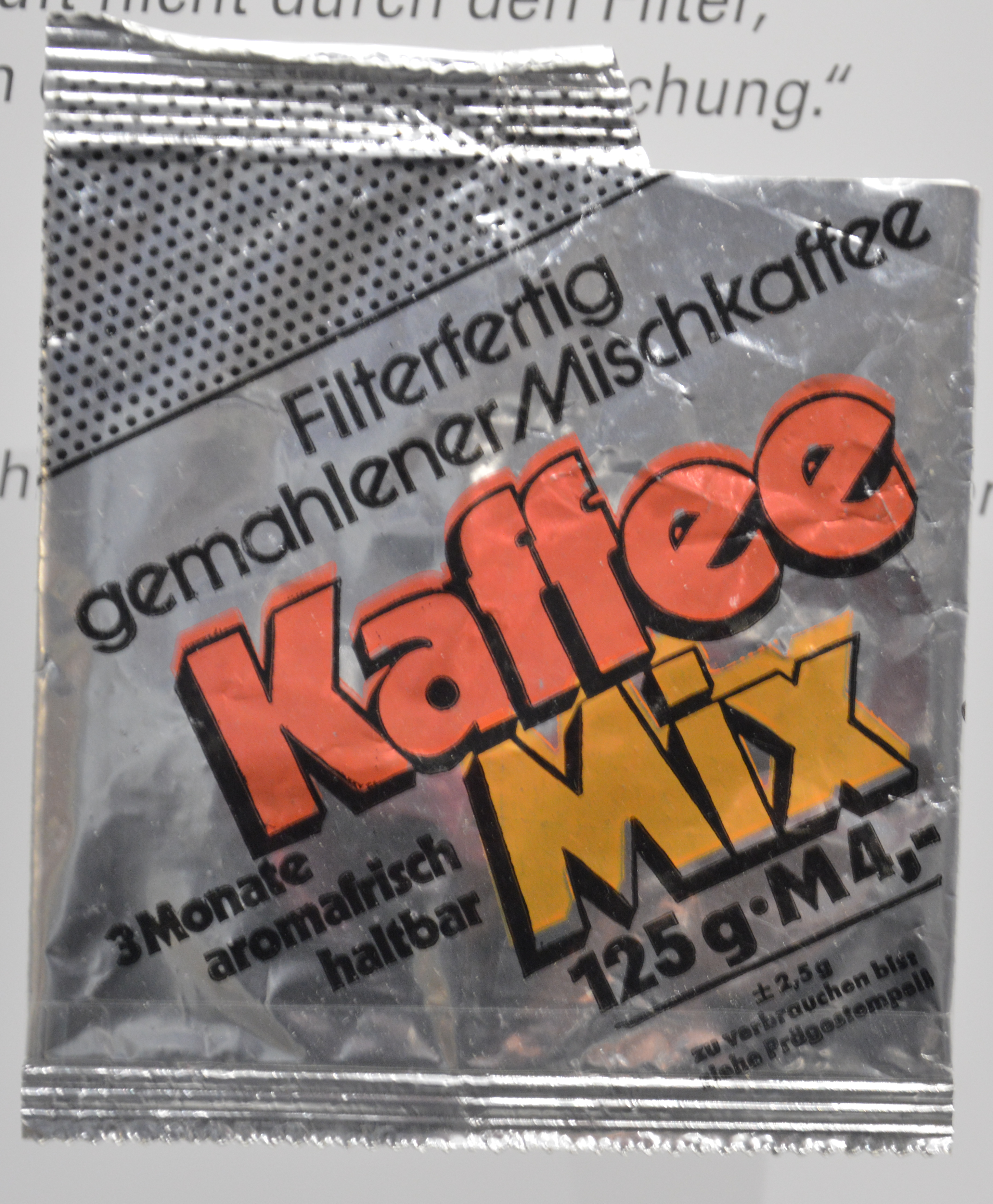
«کافی میکس» تولید آلمان شرقی متشکل از ۵۱٪ قهوه که به دلیل کمبود قهوه تولید شده بود.

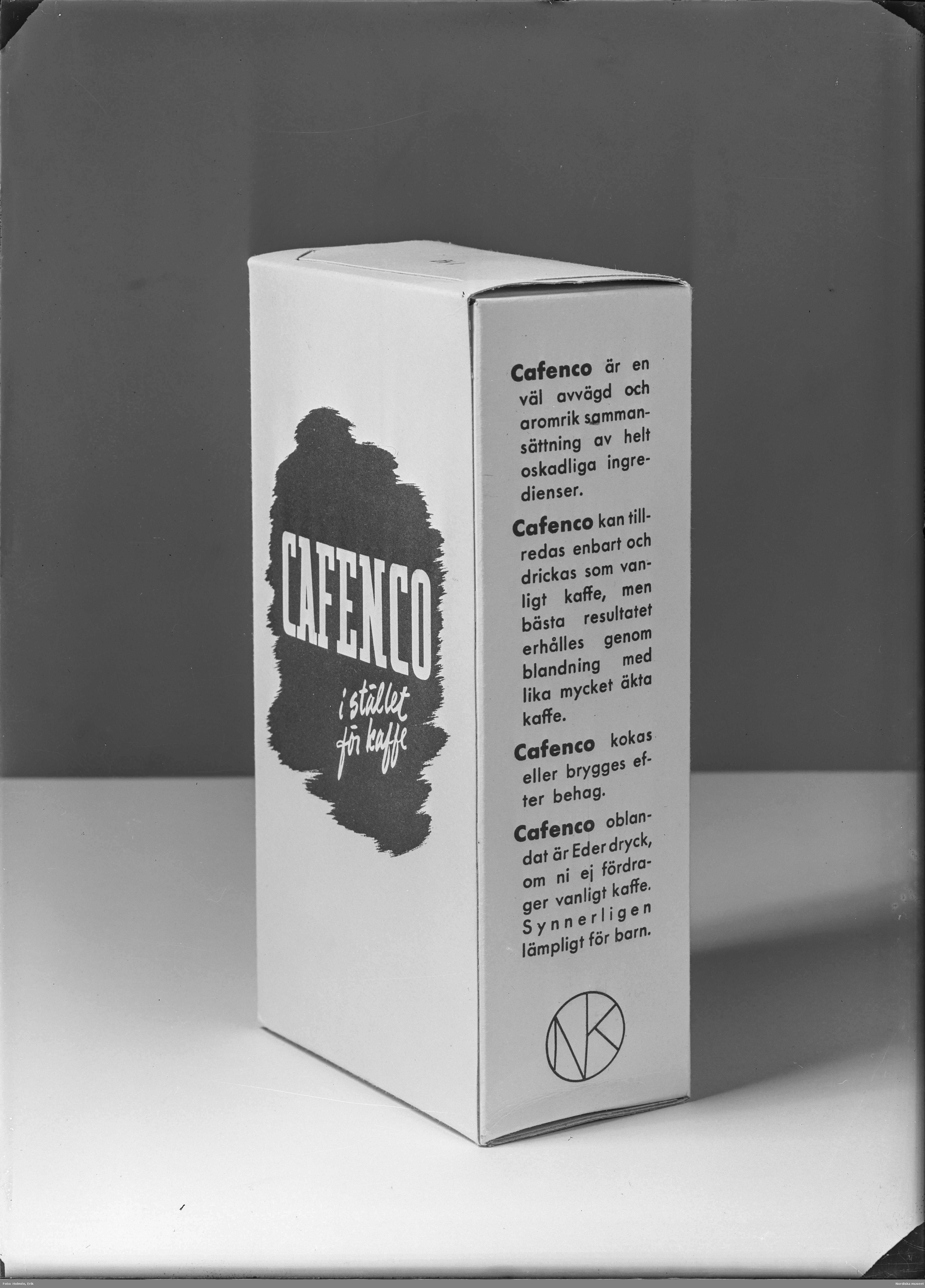
نوعی جایگزین قهوه در دههٔ ۱۹۴۰، محصول برند سوئدی "Cafenco"

- نوعی جایگزین قهوه در دههٔ ۱۹۴۰، محصول برند سوئدی "Cafenco" مثال‌هایی از نوشیدنی‌های تولیدشده از غلات بو دادهٔ مختلف:
  - Barleycup: نام تجاری نوشیدنی فوری است که از جو، چاودار و کاسنی تهیه می‌شود و در بریتانیا به فروش می‌رسد.
  - چای جو: دم کرده‌ای است که در سراسر آسیای شرقی رایج است و گاهی به‌عنوان جایگزین قهوه فروخته می‌شود.
  - Caffè d'orzo: مشابه اسپرسو و تولیدشده از جو بو داده در ایتالیا است.
  - نستله کارو: از برندهای نوشیدنی فوری است که از جو بو داده، مالت جو، کاسنی و چاودار تهیه می‌شود.[۷]
  - اینکا: یک نوشیدنی لهستانی است که از چاودار، جو، کاسنی و چغندر قند درست می‌شود.
  - Postum: یک نوشیدنی فوری حاوی گندم با سبوس و ملاس است که توسط CW Post اختراع شده‌است.
- دم‌نوش یا خیسانده سایر مواد گیاهی که می‌توانند شبیه قهوه باشند:
  - قهوه قاصدک: نوعی دم‌نوش از ریشه قاصدک است.
- جایگزین‌های قهوه که به قهوه واقعی اضافه می‌شوند:
  - قهوه کمپ: ترکیبی از کاسنی و قهوه از انگلستان است که از سال ۱۸۷۶ فروخته می‌شود.
  - Ricoré: ترکیبی از کاسنی و قهوه از فرانسه است که در سال ۱۹۵۳ ساخته شد و اکنون توسط نستله تولید می‌شود.

## قهوهٔ مصنوعی
در سال ۲۰۲۱، رسانه‌ها گزارش دادند که نخستین محصولات قهوه مصنوعی جهان توسط دو شرکت زیست‌فناوری ساخته شده‌است، که هنوز در انتظار تأییدیه‌های نظارتی برای تجاری‌سازی کوتاه‌مدت هستند. چنین محصولاتی می‌توانند از طریق کشاورزی سلولی در بیورآکتورها تولید شوند. این محصولات، ممکن است که اثرات، ترکیب و طعم مشابه قهوه داشته باشند، اما از آب کمتری استفاده کرده، انتشار کربن کمتری ایجاد کرده، نیاز به نیروی کار کمتری داشته و تخریب جنگل‌ها را کاهش دهند. محصولات شیمیایی مشابه قهوه، «جایگزین قهوه» نیستند، بلکه تنها در روش تولیدشان متفاوت هستند؛ بنابراین آن‌ها را می‌توان «قهوهٔ تولیدشده در آزمایشگاه» نامید.
پیش از این، در سال ۲۰۱۹ قهوه مولکولی، ساخته شده از مواد گیاهی (ناشناخته) و کافئین، پس از توسعه توسط شرکت آمریکایی Atomo به نمایش گذاشته شد. با این‌حال، مشخص نیست که این ترکیب چقدر شبیه قهوه در سطح مولکولی یا از نظر تأثیرات آن است. این محصول، در سال ۲۰۲۱ به‌طور موقت و کوتاه‌مدت عرضه شد.

## آماده‌سازی
جایگزین‌های قهوه ممکن است به‌صورت پودری باشند که برای مصرف، در آب داغ حل شوند، یا مشابه قهوه و چای، دم شده یا دانه‌هایی باشند که باید به‌طور کامل جوشانده شوند.